# Yes You Live
Yes You Live è il secondo album live di Mario Biondi, pubblicato il 26 novembre 2010 per l'etichetta Indipendente Mente, registrato durante lo “Spazio Tempo Tour”, debuttato il 29 marzo 2010 al Teatro degli Arcimboldi di Milano e conclusosi il 17 maggio 2010 al Gran Teatro di Roma dopo aver toccato i maggiori teatri italiani. Vede anche la collaborazione degli Incognito in alcune tracce.

## Tracce

### Disco 1
1. Intro Medley – 2:38
2. Nature Boy – 5:36
3. Serenity – 5:18
4. Something That Was Beautiful – 4:15
5. Black Shop – 5:36
6. Be Lonely – 3:50
7. Little B's Poem – 3:14
8. Cry Anymore – 5:27
9. Winter in America – 5:05
10. Love Dreamer – 4:42
11. Ecstasy – 4:50

### Disco 2
1. I Know It's Over – 3:52
2. I Wanna Make It – 5:44
3. If – 5:52
4. No Mo' Trouble (feat. Incognito) – 7:12
5. Lowdown (feat. Incognito & Chaka Khan) – 4:34
6. I Can't Get Enough (feat. Incognito) – 4:17
7. Bom de Doer – 5:14
8. Everlasting Harmony – 3:50
9. Yes You (Extended Version - Live Studio) – 5:19

## Formazione
- Mario Biondi - voce
- Andrea Celestino - basso, cori, chitarra classica
- Fabio Nobile - batteria, vibrafono, cori
- Michele Bianchi - chitarra acustica, chitarra elettrica
- Andrea Bertorelli - Fender Rhodes, pianoforte, sintetizzatore, cori
- Claudio Filippini - pianoforte
- Lorenzo Tucci - batteria
- Luca Florian - percussioni
- Tommaso Scannapieco - contrabbasso
- Giovanni Amato - tromba
- Beppe Di Benedetto - trombone
- Daniele Scannapieco - sax
- Vahimiti, Samantha Iorio, Wendy Lewis, Cristiana Polegri - cori